# Daltonia macrotheca
Daltonia macrotheca är en bladmossart som beskrevs av Mitten 1869. Daltonia macrotheca ingår i släktet Daltonia och familjen Daltoniaceae. Inga underarter finns listade i Catalogue of Life.